# Юсуф Мухлис паша чешма
Юсуф Мухлис паша чешма (на турски: Yusuf Muhlis Paşa Çeşme) е османска, богато декорирана чешма в източномакедонския град Сяр (Серес), Гърция. Чешмата е изградена в 1814 година северно от Мехмед бей джамия от Юсуф Мухлис паша Серезли, край гроба на баща му, управителя на града Исмаил бей Серезли. Чешмата е архитектурна забележителност.